# Liste des bonus et récompenses à l'UFC
 (août 2021).
La mise en forme du texte ne suit pas les recommandations de Wikipédia : il faut le « wikifier ».
Les points d'amélioration suivants sont les cas les plus fréquents :
- Les titres sont pré-formatés par le logiciel. Ils ne sont ni en capitales, ni en gras.
- Le texte ne doit pas être écrit en capitales (les noms de famille non plus), ni en gras, ni en italique, ni en « petit »…
- Le gras n'est utilisé que pour surligner le titre de l'article dans l'introduction, une seule fois.
- L'italique est rarement utilisé : mots en langue étrangère, titres d'œuvres, noms de bateaux, etc.
- Les citations ne sont pas en italique mais en corps de texte normal. Elles sont entourées par des guillemets français : « et ».
- Les listes à puces sont à éviter, des paragraphes rédigés étant largement préférés. Les tableaux sont à réserver à la présentation de données structurées (résultats, etc.).
- Les appels de note de bas de page (petits chiffres en exposant, introduits par l'outil «  Source ») sont à placer entre la fin de phrase et le point final[comme ça].
- Les liens internes (vers d'autres articles de Wikipédia) sont à choisir avec parcimonie. Créez des liens vers des articles approfondissant le sujet. Les termes génériques sans rapport avec le sujet sont à éviter, ainsi que les répétitions de liens vers un même terme.
- Les liens externes sont à placer uniquement dans une section « Liens externes », à la fin de l'article. Ces liens sont à choisir avec parcimonie suivant les règles définies. Si un lien sert de source à l'article, son insertion dans le texte est à faire par les notes de bas de page.
- La présentation des références doit suivre les conventions bibliographiques. Il est recommandé d'utiliser les modèles {{Ouvrage}}, {{Chapitre}}, {{Article}}, {{Lien web}} et/ou {{Bibliographie}}. Le mode d'édition visuel peut mettre en forme automatiquement les références.
- Insérer une infobox (cadre d'informations à droite) n'est pas obligatoire pour parachever la mise en page.

Pour une aide détaillée, merci de consulter Aide:Wikification.
Si vous pensez que ces points ont été résolus, vous pouvez retirer ce bandeau et améliorer la mise en forme d'un autre article.
L'organisation d'arts martiaux mixtes Ultimate Fighting Championship remet des bonus et récompenses supplémentaires aux combattants après chaque événement UFC, sur la base de décisions internes de la direction. Ces prix viennent en plus des salaires versés pour le combat. 

## Typologie et montants des récompenses
À l'origine, il existait trois types récompenses : 
- Fight of the Night (ou Combat de la nuit en français) : elle est attribuée aux deux combattants qui ont livré le combat le plus impressionnant de la soirée[1].
- Knockout of the Night (ou KO de la nuit en français) : elle est attribuée au combattant qui a réalisé le KO/KO technique le plus impressionnant[2].
- Submission of the Night (ou Soumission de la nuit en français) : elle est attribuée au combattant qui a réalisé la soumission la plus impressionnante de la soirée[3].

Le 11 février 2014, l'UFC annonce une modification dans l'attribution des bonus liés à ses événements. À compter de l' UFC Fight Night 36, le bonus Fight of the Night est attribué à chacun des combattants ayant participé au combat jugé le plus impressionnant. Les deux autres récompenses sont remplacés par la Performance of the Night (ou Performance de la nuit en français). Elle est décernée aux athlètes qui ont réalisé les meilleures performances individuelles ou celles jugées les plus impressionnantes. Le montant des bonus est fixé à 50 000 $.
L'UFC n'attribue pas de récompense systématiquement à chaque événement, notamment s'il n'y a pas eu de KO ni de soumission.

## Combattants les plus récompensés
|  | En activité à l'UFC |
|  | Ayant quitté l'UFC  |
|  | Retraité            |
|  | Record              |

### Classement des récompenses masculines (avec huit prix ou plus)
| Combattant         | ''Fight of the Night | Knockout of the Night | Submission the Night | Performance of the Night'' | Total |
| ------------------ | -------------------- | --------------------- | -------------------- | -------------------------- | ----- |
| Donald Cerrone     | 6                    | 3                     | 2                    | 7                          | 18    |
| Charles Oliveira   | 3                    | 0                     | 3                    | 11                         | 17    |
| Nate Diaz          | 8                    | 1                     | 5                    | 1                          | 15    |
| Joe Lauzon         | 7                    | 1                     | 6                    | 1                          | 15    |
| Anderson Silva     | 5                    | 7                     | 2                    | 0                          | 14    |
| Jim Miller         | 7                    | 0                     | 3                    | 2                          | 12    |
| Dustin Poirier     | 7                    | 0                     | 1                    | 4                          | 12    |
| Frankie Edgar      | 8                    | 1                     | 0                    | 2                          | 11    |
| Tony Ferguson      | 6                    | 1                     | 1                    | 3                          | 11    |
| Jeremy Stephens    | 6                    | 3                     | 0                    | 1                          | 10    |
| Chris Lytle        | 6                    | 1                     | 3                    | 0                          | 10    |
| Conor McGregor     | 2                    | 1                     | 0                    | 7                          | 10    |
| Edson Barboza      | 8                    | 1                     | 0                    | 1                          | 10    |
| Clay Guida         | 6                    | 0                     | 3                    | 0                          | 9     |
| Justin Gaethje     | 5                    | 0                     | 0                    | 4                          | 9     |
| Max Holloway       | 4                    | 1                     | 0                    | 4                          | 9     |
| Lyoto Machida      | 3                    | 4                     | 0                    | 2                          | 9     |
| Demetrious Johnson | 3                    | 1                     | 1                    | 4                          | 9     |
| Stipe Miocic       | 3                    | 1                     | 0                    | 5                          | 9     |
| Diego Sanchez      | 7                    | 0                     | 0                    | 1                          | 8     |
| Cub Swanson        | 6                    | 2                     | 0                    | 0                          | 8     |
| Yoel Romero        | 5                    | 1                     | 0                    | 2                          | 8     |
| Robert Whittaker   | 5                    | 0                     | 0                    | 3                          | 8     |
| Maurício Rua       | 4                    | 3                     | 0                    | 1                          | 8     |
| Jon Jones          | 4                    | 1                     | 2                    | 1                          | 8     |
| Vicente Luque      | 4                    | 0                     | 0                    | 4                          | 8     |
| Rafael dos Anjos   | 3                    | 0                     | 1                    | 4                          | 8     |
| T.J. Dillashaw     | 3                    | 0                     | 0                    | 5                          | 8     |
| Anthony Pettis     | 2                    | 2                     | 1                    | 3                          | 8     |
| Stefan Struve      | 2                    | 1                     | 3                    | 2                          | 8     |
| Chan Sung Jung     | 2                    | 1                     | 2                    | 3                          | 8     |
| Demian Maia        | 2                    | 0                     | 4                    | 2                          | 8     |
| Anthony Johnson    | 1                    | 2                     | 0                    | 5                          | 8     |
| Ovince Saint Preux | 1                    | 0                     | 0                    | 7                          | 8     |

### Classement des récompenses féminines (avec trois prix ou plus)
| Combattante           | Fight of the Night | Performance of the Night''                 | Total |
| --------------------- | ------------------ | ------------------------------------------ | ----- |
| Jessica Andrade       | 4                  | 4                                          | 8     |
| Ronda Rousey          | 2                  | 5, en incluant une Submission of the Night | 7     |
| Rose Namajunas        | 3                  | 3                                          | 6     |
| Amanda Nunes          | 0                  | 5                                          | 5     |
| Joanna Jędrzejczyk    | 3                  | 1                                          | 4     |
| Holly Holm            | 2                  | 2                                          | 4     |
| Miesha Tate           | 2                  | 2                                          | 4     |
| Claudia Gadelha       | 2                  | 1                                          | 3     |
| Irène Aldana          | 2                  | 1                                          | 3     |
| Carla Esparza         | 1                  | 2                                          | 3     |
| Mackenzie Dern        | 0                  | 3                                          | 3     |
| Valentina Chevtchenko | 0                  | 3                                          | 3     |